# Pelophylax bedriagae
Pelophylax bedriagae, trước đây là thuộc chi Rana, là một trong những loài ếch ở miền nam Châu Âu. Chúng có màu xanh đến nâu với vệt đen trên mặt lưng của chúng. Chúng là anh em của con ếch thủy sinh và sống hầu hết thời gian trong nước. Họ không có độc và khá lớn, đặc biệt là con. Nó đã được di thực tới một số nước mà không có nguồn gốc, một trong số đó là Man-ta. Loài này được lưu giữ lần đầu tiên như vật cưng, sau đó vào những năm 1990, nó đã cố tình giới thiệu với một số hồ đá nước ngọt tại Gozo, nơi nó được nuôi với một số lượng lớn. Mặc dù là một loài phổ biến và xâm lấn, nó bị hạn chế cung cấp nước sạch liên tục, vì vậy nó không thể lây lan tự nhiên trên các hòn đảo Địa Trung Hải khô cằn.